# (100237) 1994 PG31
(100237) 1994 PG31 es un asteroide perteneciente al cinturón de asteroides, descubierto el 12 de agosto de 1994 por Eric Walter Elst desde el Observatorio de La Silla, Chile.

## Designación y nombre
Designado provisionalmente como 1994 PG31.

## Características orbitales
1994 PG31 está situado a una distancia media del Sol de 2,578 ua, pudiendo alejarse hasta 3,191 ua y acercarse hasta 1,966 ua. Su excentricidad es 0,237 y la inclinación orbital 3,945 grados. Emplea 1512 días en completar una órbita alrededor del Sol.

## Características físicas
La magnitud absoluta de 1994 PG31 es 15,8. Tiene 1,761 km de diámetro y su albedo se estima en 0,328.